# Ева Дурська
Ева Дурська (пол. Ewa Durska, нар. 27 лютого 1977 у Новогарді) – польська легкоатлетка спеціалізується на штовханні ядра; триразовий чемпіон з паралімпійських ігор (спортивна класифікація інвалідності T20) у Сіднеї (2000), Лондоні (2012) та Ріо-де-Жанейро (2016), а також дворазова чемпіонка світу у Бірмінгемі (1998) та Крайстчерчі (2011).

## Рекорди
- штовхання ядра (стадіон) – 14,33 м (2006)[5]
- штовхання ядра (зала) – 14,37 м (2007)[6]
- метання диска – 40,31 м (2006)
- метання молота – 45,82 м (2005)
- метання списа – 27,56 м (2005)

## Відзнаки
- Хрест Заслуги – 2001[7]
- Орден Відродження Польщі – 2016[8]